# Mellicta rebeli
Mellicta rebeli är en fjärilsart som beskrevs av Wnukowsky 1929. Mellicta rebeli ingår i släktet Mellicta och familjen praktfjärilar. Inga underarter finns listade i Catalogue of Life.